# (43669) Winterthur
(43669) Winterthur (2002 GA10) – planetoida z grupy pasa głównego asteroid okrążająca Słońce w ciągu 4,24 lat w średniej odległości 2,62 j.a. Odkryta 15 kwietnia 2002 roku.